# Distrito de Marburg-Biedenkopf
El Distrito de Marburgo-Biedenkopf (en alemán: Landkreis Marburg-Biedenkopf) se encuentra ubicado en el Regierungsbezirk Gießen en Hesse (Alemania). Los distritos vecinos son al norte el distrito de Waldeck-Frankenberg, al noroeste el distrito de Schwalm-Eder, al este el distrito de Vogelsberg, al sur el distrito de Gießen, al sudeste el distrito de Lahn-Dill y al oeste el distrito Siegen-Wittgenstein del estado de Renania del Norte-Westfalia. La capital del distrito recae sobre la ciudad de Marburgo.

## Composición del distrito
(Habitantes a 30 de junio de 2005)
| - 1. Amöneburg (5.330) - 2. Biedenkopf (13.766) - 3. Gladenbach (12.548) - 4. Kirchhain (16.367) - 5. Marburg, (78.412) - 6. Neustadt (Hessen) (9.115) - 7. Rauschenberg (4.744) - 8. Stadtallendorf (21.523) - 9. Wetter (9.355) | - 1. Angelburg (Sitz: Gönnern) (3.723) - 2. Bad Endbach (8.649) - 3. Breidenbach (6.952) - 4. Cölbe (7.106) - 5. Dautphetal (Sitz: Dautphe) (12.233) - 6. Ebsdorfergrund (Sitz: Dreihausen) (9.001) - 7. Fronhausen (4.152) - 8. Lahntal (Sitz: Sterzhausen) (6.929) - 9. Lohra (5.779) - 10. Münchhausen (3.606) - 11. Steffenberg (Sitz: Niedereisenhausen) (4.386) - 12. Weimar (Sitz: Niederweimar) (7.053) - 13. Wohratal (Sitz: Wohra) (2.514) |

## Estados hermanados
- Distrito de Kościerski en Polonia (desde octubre de 2000)